# Paul Schmohl
Paul Schmohl (* 29. Juli 1870 in Cannstatt; † 29. Mai 1946 in Backnang) war ein deutscher Architekt.

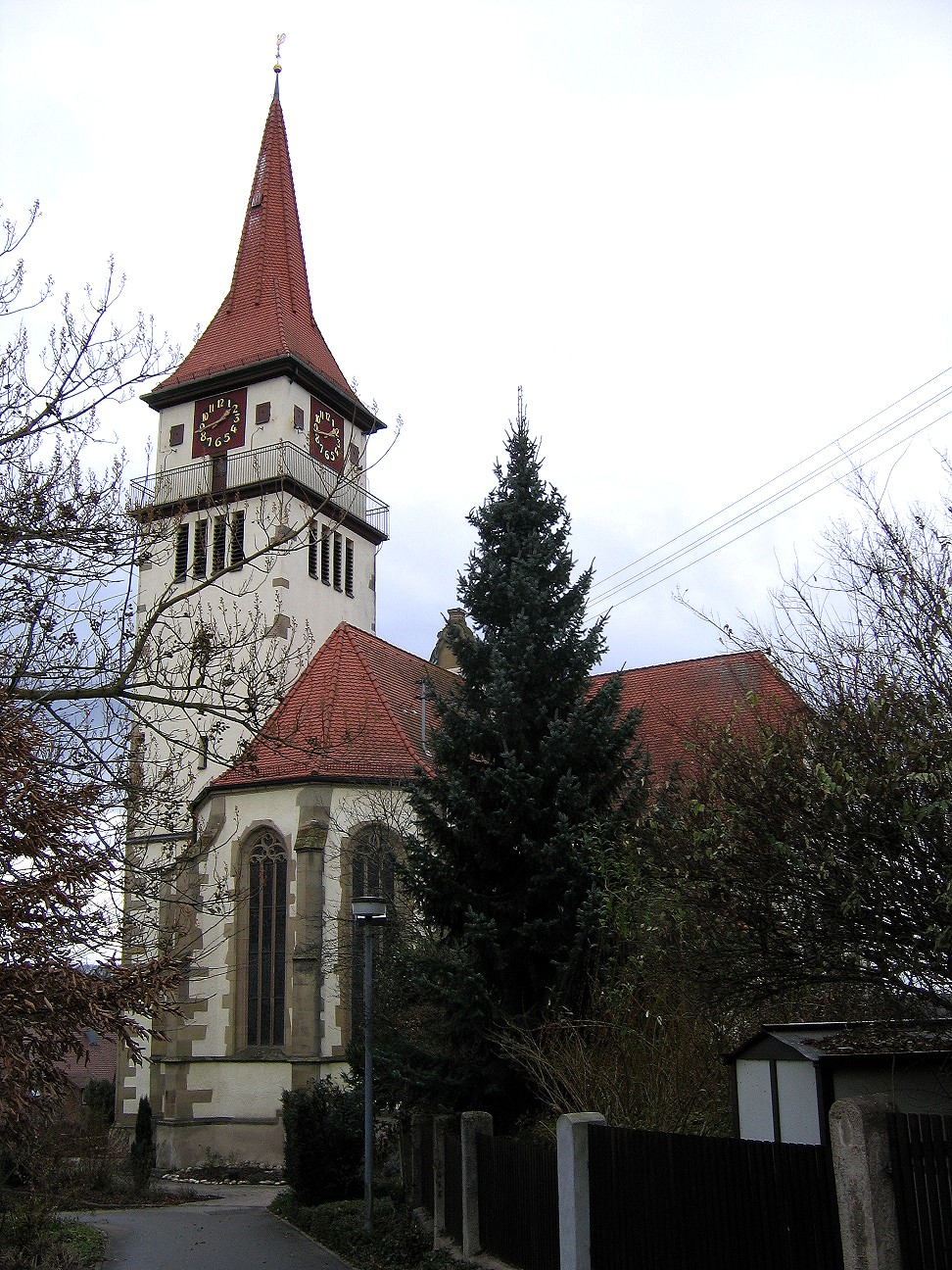
Bartholomäuskirche in Ilsfeld

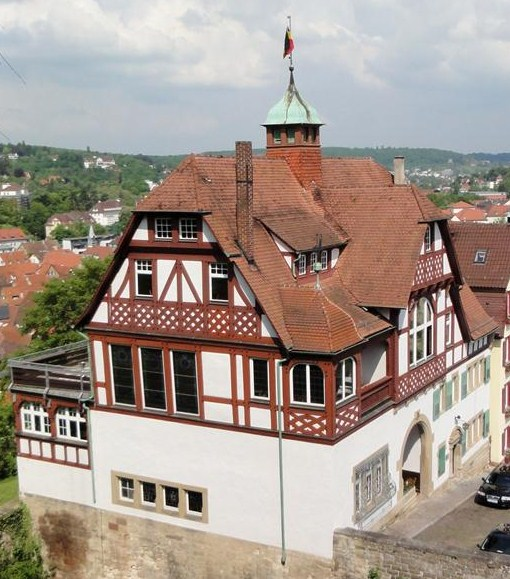
Roigelhaus in Tübingen

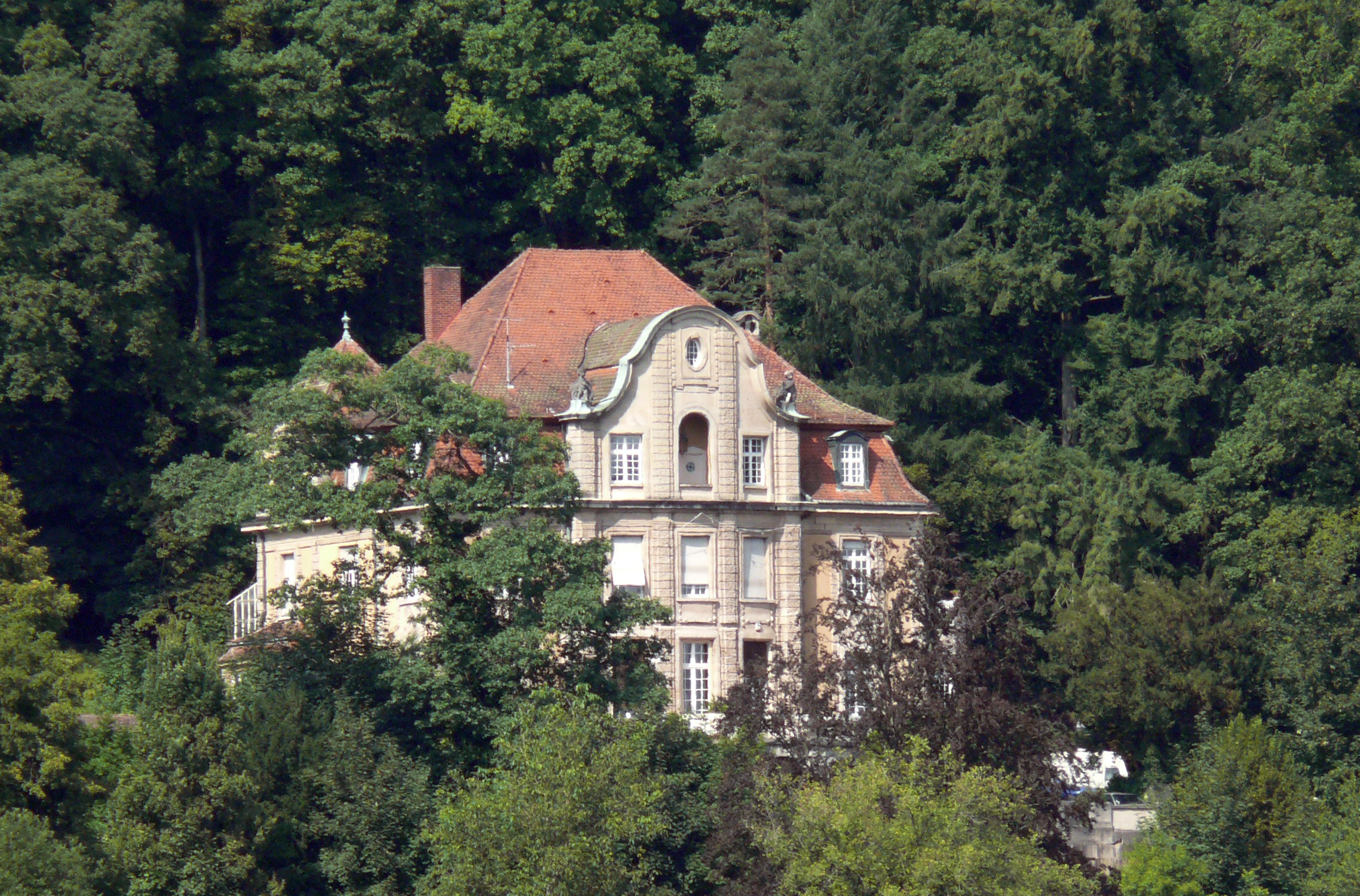
Villa Franck in Murrhardt

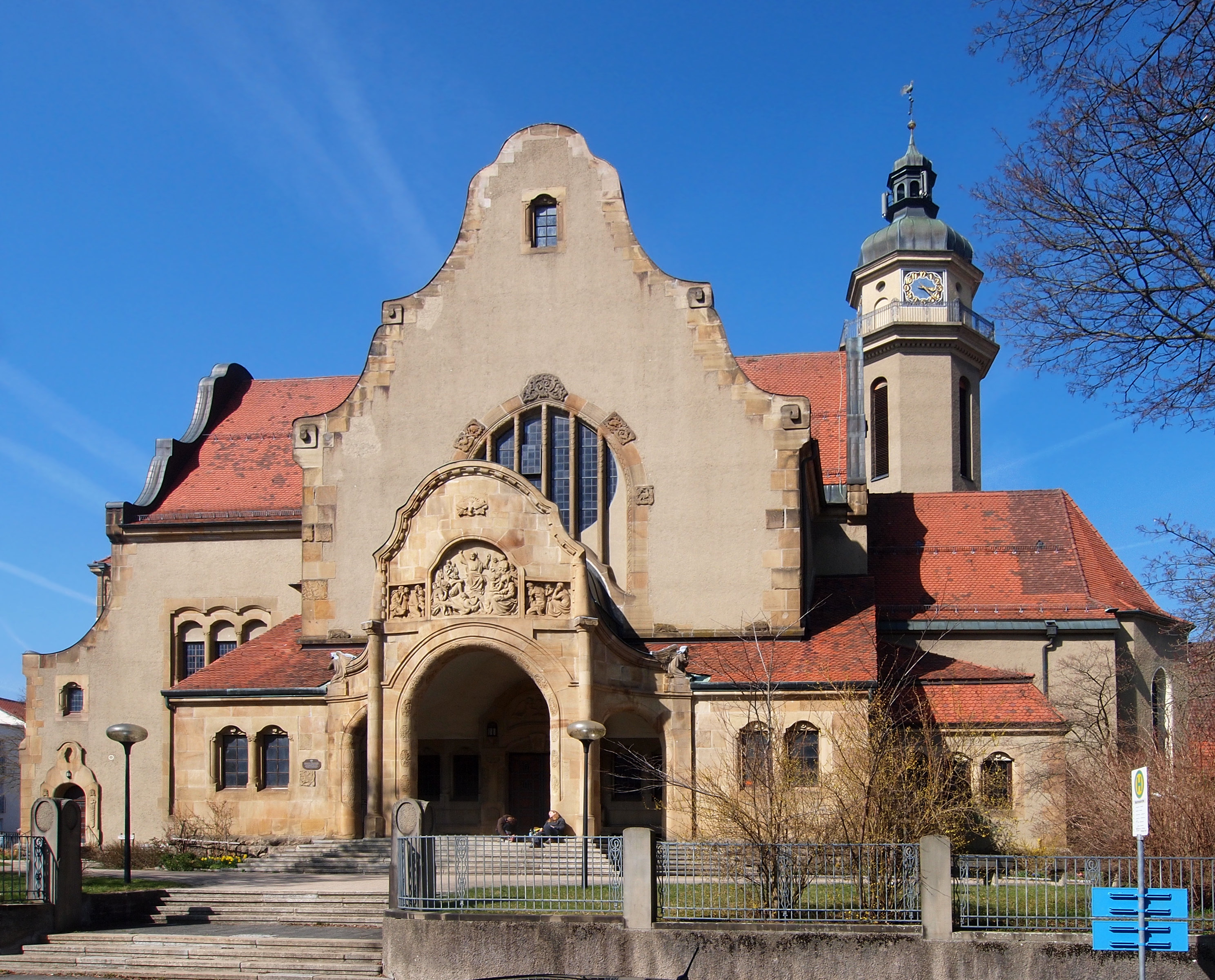
Martinskirche Ebingen

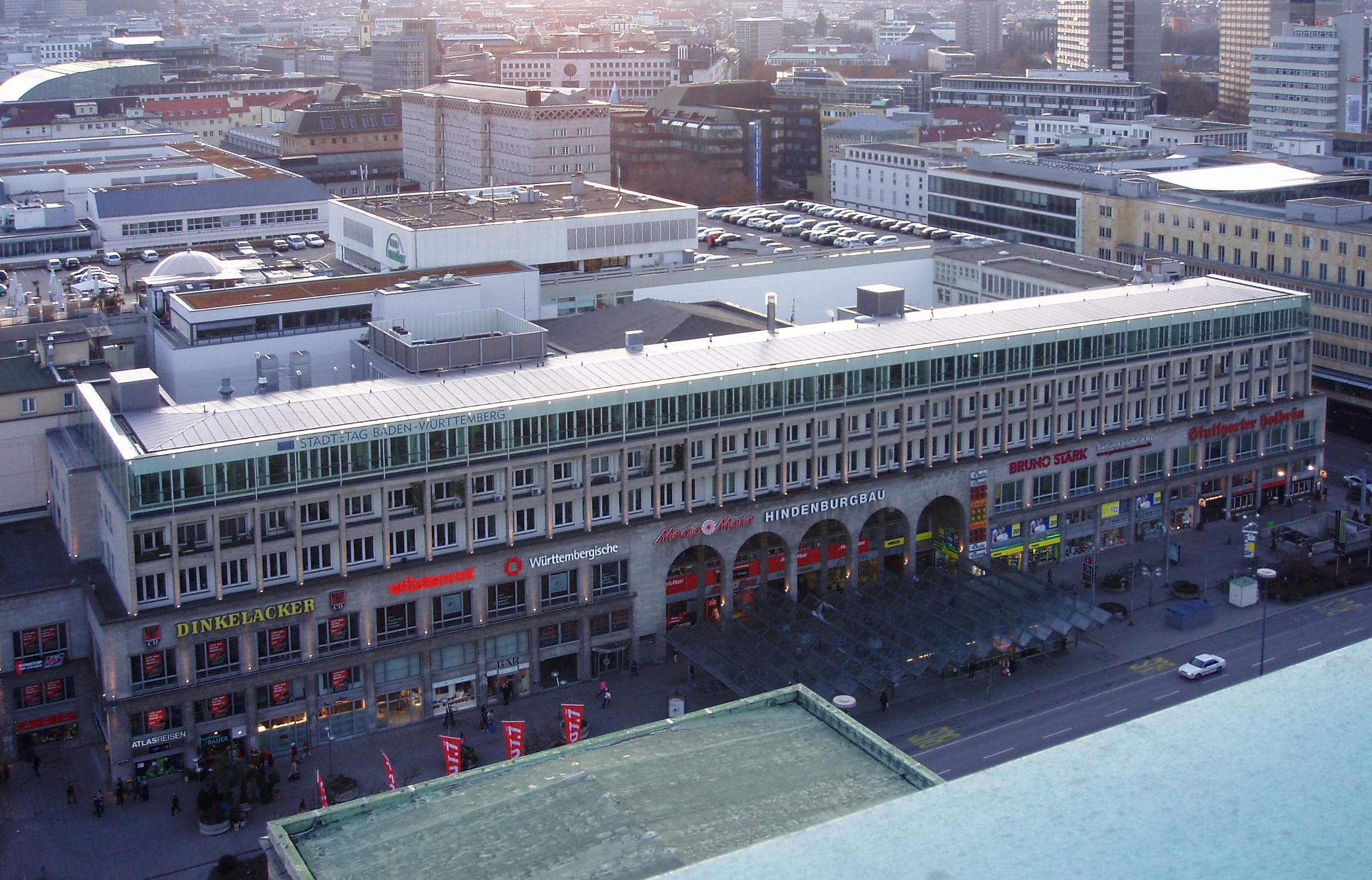
Hindenburgbau in Stuttgart

## Leben
Er war der Sohn des Ludwigsburger Oberamtsbaumeisters Johannes Schmohl und studierte in den Jahren 1890 bis 1894 an der Technischen Hochschule Stuttgart. 
1900 wurde Schmohl Professor, von 1906 bis 1935 Direktor der Kunstgewerbeschule Stuttgart. Er ist der Vater des Architekten Hans Paul Schmohl.

## Partnerschaft mit Stähelin
Mit seinem Studienfreund Georg Stähelin gründete er nach Ende des Studiums 1895 eine Sozietät in Stuttgart. Schmohl & Stähelin konnten erste Erfolge mit Bauten für die Stuttgarter Gewerbeausstellung 1896 erzielen und planten danach insbesondere Villen im Stuttgarter Norden. Im Wettbewerb für den Bau der Königlichen Württembergischen Hoftheater, heute Württembergische Staatstheater Stuttgart gewann die Partnerschaft 1908 den dritten, der in München ansässige Max Littmann den ersten Preis. Die Ausführung wurde 1909 der zweckgebundenen Generalunternehmung, gebildet aus der Firma Heilmann & Littmann, München, und der Architektengemeinschaft Schmohl & Stähelin, zum Festpreis und Fertigstellungstermin 1912, der eingehalten wurde, übertragen.

## Persönliche Leistungen
Als Direktor der Kunstgewerbeschule Stuttgart reformierte er den Lehrplan der Bauschule und regte 1905 außerdem die Gründung einer Beratungsstelle für das Baugewerbe an, deren Vorsitz er bis 1924 innehatte. 1908 initiierte er die Stuttgarter Bauausstellung. Im selben Jahr wurde er mit dem Ritterkreuz des Friedrichs-Ordens ausgezeichnet. 1909 zählte er zu den Gründern des Württembergischen Bundes für Heimatschutz, dem er bis 1914 auch vorstand.

## Werk
- 1890: kleine Villa in Stuttgart, Gänsheidestraße 35
- 1900: Gebäude der Firma Teufel in Stuttgart, Neckarstraße
- 1901: Villa Schliz in Heilbronn, Alexanderstraße 53
- 1901–1902: sogenannte Röteburg in Stuttgart, Rötestraße 12–16[3]
- 1902: Bürgerhalle in Stuttgart
- 1902: Mehrfamilienwohnhaus in Stuttgart, Paulusstraße 4/6
- 1902: Villa Java in Stuttgart, Stafflenbergstraße 34[3]
- 1902: Wohnhausgruppe in Stuttgart-Relenberg, Herdweg 96–98[3]
- 1902: Mehrfamilienwohnhaus in Stuttgart, Alexanderstraße 118[3]
- 1902: Mehrfamilienwohnhaus-Gruppe in Stuttgart, Paulusstraße 4–10[3]
- 1903: Villa in Bad Brückenau, Valentin-Becker-Straße 29
- 1904: Roigelhaus für die Tübinger Königsgesellschaft Roigel in Tübingen
- 1904–1907: Villa Hohenstein (Villa Franck) in Murrhardt, Hohenstein 1
- 1904–1906: Wiederaufbau der öffentlichen Gebäude in Ilsfeld nach dem Stadtbrand von 1904
- 1905–1906: Wiederaufbau der Bartholomäuskirche in Ilsfeld
- 1905–1906: Teilneubau der evangelischen Martinskirche in Ebingen
- 1906–1907: Villa in Stuttgart-Relenberg, Herdweg 10[3]
- 1906: Villa Malabar in Stuttgart, Stafflenbergstraße 36
- 1908: Stadtbad in Ludwigsburg
- 1908–1909: Villa Schöttle in Stuttgart-Sonnenberg, Falkenstraße 8[3]
- 1910: Fabrikgebäude der Ledermöbelfabrik Bühler in Stuttgart, Rosenbergstraße
- 1910–1911: Villa Gut Berneck, Schramberg. Für den Unternehmer Arthur Junghans[4]
- 1911: Schiller-Mörike-Gymnasium in Ludwigsburg
- 1911: Villa für Emil Kienlin in Esslingen am Neckar, Mörikestraße 4
- 1913–1914: Konzerthaus Heidenheim
- 1922: Villa in Stuttgart, Feuerbacher Heide 49[3]
- 1922: Villa in Stuttgart, Salzmannweg 11[3]
- 1924: Villa Mayser in Stuttgart, Eduard-Pfeiffer-Straße 20[3]
- 1922–1923: Wohnhäuser in Stuttgart-Lenzhaide, Ganghoferstraße 24 und 28[3]
- 1925–1926: Kino Ufa-Palast (später Metropol) in Stuttgart, Bolzstraße 10[3]
- 1928: Büro- und Geschäftshaus Hindenburgbau (mit Deutschlands damals größtem Konzertcafé) gegenüber dem Stuttgarter Hauptbahnhof[3]
- vor 1933: Lutherkirche in Stuttgart-Feuerbach[5]

## Schriften
- Wiener Barock. Verlag Wilhelm Meyer-Ilschen, Stuttgart 1913.
- Württembergische Fürstensitze. Verlag Wilhelm Meyer-Ilschen, Stuttgart 1913.
- Das Deutsche Haus. Verlag Konrad Wittwer, Stuttgart 1915.